# آرشي هيوز
آرشي هيوز (بالإنجليزية: Archie Hughes)‏ (2 فبراير 1919 في المملكة المتحدة - 1 يناير 1992) هو لاعب كرة قدم بريطاني (وحمل سابقاً جنسية المملكة المتحدة لبريطانيا العظمى وأيرلندا) في مركز حراسة المرمى. شارك مع منتخب ويلز لكرة القدم. أما مع النوادي، فقد لعب مع بلاكبيرن روفرز وتوتنهام هوتسبير وكريستال بالاس ونادي روتشديل وهدرسفيلد تاون ونادي نيلسون وكانتربري سيتي ‏.